# 沃爾多伯勒 (緬因州)
沃爾多伯勒（英語：Waldoboro）是一個位於美國緬因州林肯縣的鎮。

## 人口
根據2020年美國人口普查的數據，沃爾多伯勒的面積為204.25平方千米，當中陸地面積為185.18平方千米，而水域面積為19.06平方千米。當地共有人口5154人，而人口密度為每平方千米25人。